# Szabadkígyós
Szabadkígyós község Békés vármegyében, a Békéscsabai járásban.

## Fekvése
A település a Tiszántúl délkeleti részén, Békéscsabától 11 kilométerre, a megyeszékhely déli szomszédságában található. További szomszédai: kelet felől Gyula, délkelet felől Kétegyháza, nyugat felől pedig Újkígyós. A település mellett található a Körös–Maros Nemzeti Park.

### Megközelítése
Közúton Gyula, illetve Csorvás (és az ország nyugatabbi részei) felől a két említett települést összekötő 4431-es úton érhető el, ez tekinthető a község főutcájának is. Békéscsaba felől a 4433-as út vezet a településre, de csak a külterületeit érinti, a központtól mintegy 2 kilométerre keletre halad el.
Korábban vonattal is elérhető volt, a MÁV 120-as számú (Budapest–)Szolnok–Békéscsaba–Lőkösháza-, illetve a Békéscsaba–Kétegyháza–Mezőhegyes–Újszeged-vasútvonalán. Szabadkígyós vasútállomás a vonalak állomásainak viszonylatában Békéscsaba vasútállomás és Kétegyházi tanyák megállóhely, illetve Kétegyháza vasútállomás között volt, de a lakott területtől távol, a település központjától mintegy 3 kilométerre keleti irányban helyezkedett el. E kedvezőtlen adottsága miatt fokozatosan csökkent az állomás személyforgalma, aminek következtében 2009. december 13. óta nem állnak meg a személyvonatok.

## Története
Szabadkígyós (Kígyós) és környéke már a honfoglalás után is lakott hely volt.
Nevét az oklevelek 1398-ban említették először Kégyós néven.
Az egykor Zaránd vármegyéhez tartozó települést 1512-ben csatolták Békés vármegyéhez.
Kígyós a török időkben majdnem teljesen elnéptelenedett.
Új földesura báró Harruckern a megfogyatkozott népességű települést magyar, szlovák és német telepesekkel népesítette újra.
A 18. század végén a falu a környező településekkel együtt a Wenckheim család birtoka lett.

## Közélete

### Polgármesterei
| Polgármester | Polgármester            | Polgármester    | Megjegyzés |
| ------------ | ----------------------- | --------------- | ---------- |
| 1990–1994    | Id. Filó János          | független       |            |
| 1994–1998    | Hocz István             | MSZP-Munkáspárt |            |
| 1998–2002    | Balogh József           | Fidesz          |            |
| 2002–2006    | Balogh József           | Fidesz          |            |
| 2006–2010    | Balogh József           | Fidesz          |            |
| 2010–2014    | Balogh József           | Fidesz          |            |
| 2014–2019    | Balogh József           | Fidesz          |            |
| 2019–2024    | Balogh József           | Fidesz-KDNP     |            |
| 2024–        | Kosznáné dr. Pule Ilona | független       |            |

### Önkormányzati választások
| Önkormányzati választási alapadatok (1994-2014) | Önkormányzati választási alapadatok (1994-2014) | Önkormányzati választási alapadatok (1994-2014) | Önkormányzati választási alapadatok (1994-2014) | Önkormányzati választási alapadatok (1994-2014) | Önkormányzati választási alapadatok (1994-2014) | Önkormányzati választási alapadatok (1994-2014) |
| Év                                              | Lakók                                           | Lakók                                           | Polgármesteri tisztség                          | Polgármesteri tisztség                          | Képviselő-testület                              | Képviselő-testület                              |
| Év                                              | száma                                           | +/–                                             | jelöltek száma                                  | a hivatalban lévő indult?                       | testület létszáma                               | jelöltek száma                                  |
| ----------------------------------------------- | ----------------------------------------------- | ----------------------------------------------- | ----------------------------------------------- | ----------------------------------------------- | ----------------------------------------------- | ----------------------------------------------- |
| 1994                                            | 2 918                                           | 64                                              | 2                                               | ✗                                               | 9                                               | 22                                              |
| 1998                                            | 2 987                                           | 69                                              | 4                                               | ✗                                               | 9                                               | 28                                              |
| 2002                                            | 2 929                                           | −58                                             | 2                                               | ✓                                               | 9                                               | 18                                              |
| 2006                                            | 2 863                                           | −66                                             | 2                                               | ✓                                               | 9                                               | 19                                              |
| 2010                                            | 2 808                                           | −55                                             | 2                                               | ✓                                               | 6                                               | 19                                              |
| 2014                                            | 2 738                                           | −70                                             | 2                                               | ✓                                               | 6                                               | 16                                              |

| Részvétel az önkormányzati választásokon (1994-2014) | Részvétel az önkormányzati választásokon (1994-2014) | Részvétel az önkormányzati választásokon (1994-2014) | Részvétel az önkormányzati választásokon (1994-2014) | Részvétel az önkormányzati választásokon (1994-2014) | Részvétel az önkormányzati választásokon (1994-2014) | Részvétel az önkormányzati választásokon (1994-2014) |
| Év                                                   | Választó- jogosult                                   | Szavazó                                              | Szavazó                                              | Érvényes szavazat                                    | Érvény- telen                                        |                                                      |
| Év                                                   | Választó- jogosult                                   | fő                                                   | %                                                    | Érvényes szavazat                                    | Érvény- telen                                        |                                                      |
| ---------------------------------------------------- | ---------------------------------------------------- | ---------------------------------------------------- | ---------------------------------------------------- | ---------------------------------------------------- | ---------------------------------------------------- | ---------------------------------------------------- |
| 1994                                                 | 2 191                                                | 1 123                                                | 33,5%                                                | 1 103                                                | 1,8%                                                 |                                                      |
| 1998                                                 | 2 325                                                | 1 154                                                | 49,6%                                                | 1 142                                                | 1,0%                                                 |                                                      |
| 2002                                                 | 2 320                                                | 1 212                                                | 52,2%                                                | 1 203                                                | 0,7%                                                 |                                                      |
| 2006                                                 | 2 333                                                | 1 210                                                | 51,9%                                                | 1 208                                                | 0,2%                                                 |                                                      |
| 2010                                                 | 2 297                                                | 1 233                                                | 53,7%                                                | 1 222                                                | 0,9%                                                 |                                                      |
| 2014                                                 | 2 244                                                | 1 305                                                | 58,2%                                                | 1 297                                                | 0,6%                                                 |                                                      |

| Év   | Megválasztott polgármester | Megválasztott polgármester | Szavazat | Szavazat             | Szavazat           | Szavazat                      | Előny a 2. előtt (%p) |
| Év   | név                        | szervezet                  | db       | jogosultak arányában | szavazók arányában | érvényes szavazatok arányában | Előny a 2. előtt (%p) |
| ---- | -------------------------- | -------------------------- | -------- | -------------------- | ------------------ | ----------------------------- | --------------------- |
| 1994 | Hocz István                | MSZP–Munkáspárt            | 734      | 33,5%                | 65,4%              | 65,5%                         | 33,1                  |
| 1998 | Balogh József              | Fidesz–MPP                 | 625      | 26,9%                | 54,2%              | 54,7%                         | 14,9                  |
| 2002 | Balogh József              | Fidesz–MPP                 | 1 100    | 47,4%                | 90,8%              | 91,4%                         | 82,9                  |
| 2006 | Balogh József              | Fidesz                     | 786      | 33,7%                | 65,0%              | 65,1%                         | 30,1                  |
| 2010 | Balogh József              | Fidesz                     | 708      | 30,8%                | 57,4%              | 57,9%                         | 15,9                  |
| 2014 | Balogh József              | Fidesz                     | 714      | 31,8%                | 54,7%              | 55,1%                         | 10,1                  |

## Népesség
A település népességének változása:
| Lakosok száma | 2519 | 2475 | 2426 | 2378 | 2341 | 2367 | 2345 |
|               | 2013 | 2014 | 2019 | 2021 | 2022 | 2023 | 2024 |

2001-ben a település lakosságának 98%-a magyar, 1%-a szlovák és 1%-a egyéb (főleg román és német) nemzetiségűnek vallotta magát.
A 2011-es népszámlálás során a lakosok 86,1%-a magyarnak, 0,2% németnek, 0,5% románnak, 1,9% szlováknak mondta magát (13,9% nem nyilatkozott; a kettős identitások miatt a végösszeg nagyobb lehet 100%-nál). A vallási megoszlás a következő volt: római katolikus 31,5%, református 5%, evangélikus 5,1%, görögkatolikus 0,4%, felekezeten kívüli 34,2% (22,8% nem nyilatkozott).
2022-ben a lakosság 93,8%-a vallotta magát magyarnak, 1% szlováknak, 0,4% németnek, 0,3% cigánynak, 0,3% románnak, 0,1-0,1% görögnek, bolgárnak és ruszinnak, 1,3% egyéb, nem hazai nemzetiségűnek (6,2% nem nyilatkozott; a kettős identitások miatt a végösszeg nagyobb lehet 100%-nál). Vallásuk szerint 22,3% volt római katolikus, 4,4% evangélikus, 3,8% református, 0,4% görög katolikus, 0,1% ortodox, 1% egyéb keresztény, 1,4% egyéb katolikus, 29,7% felekezeten kívüli (36,7% nem válaszolt).

## Híres emberek
- Gróf Széchenyi Károly (1906-1971) földbirtokos, üzletember, a magyar turizmus és a lengyel-magyar kapcsolatok kiemelkedő alakja

## Nevezetességei

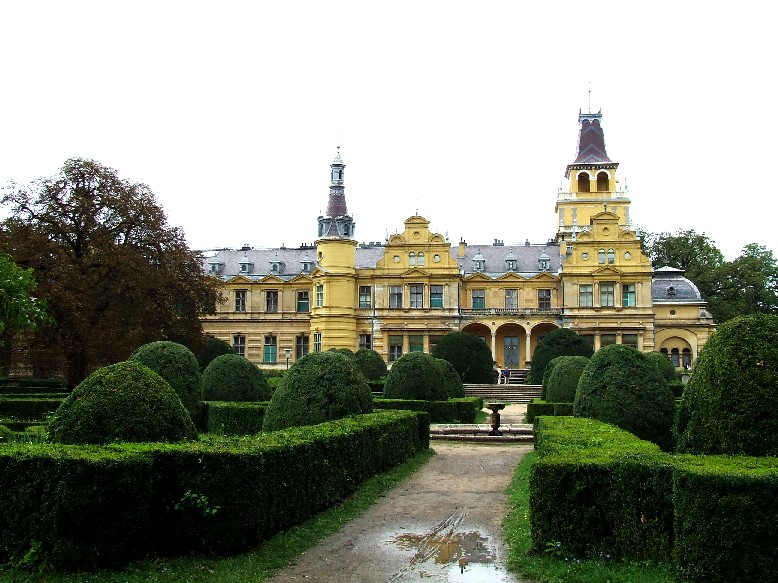
A Wenckheim-kastély

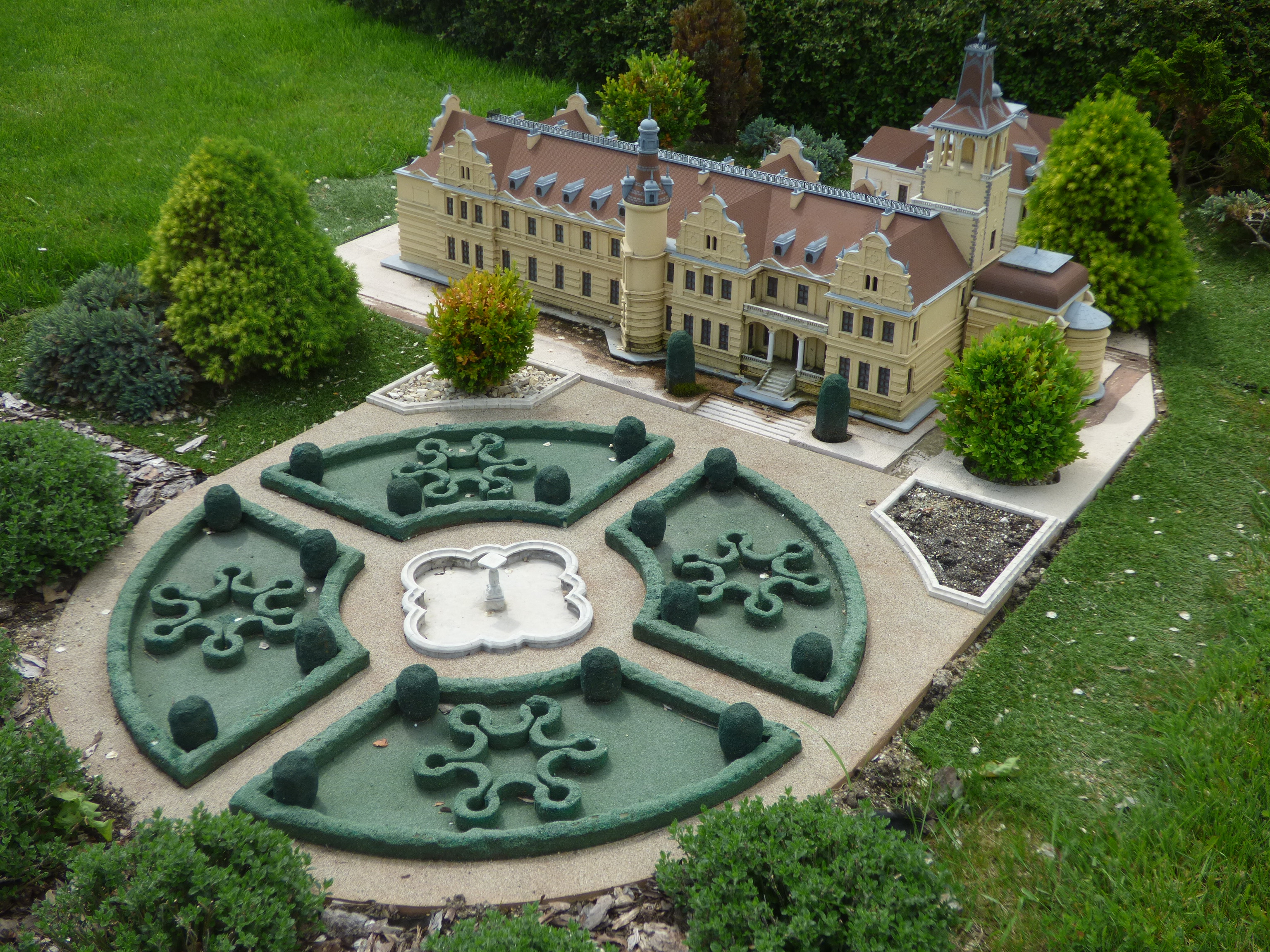
A kastély makettje a szarvasi Mini Magyarország gyűjteményében

- Wenckheim-kastély

Építését gróf Wenckheim Frigyes (1842-1912) és Wenckheim Krisztina (1849-1924) kezdték el. A kastély Ybl Miklós tervei alapján 1875-től 1879-ig épült német neoreneszánsz stílusban.
A kastély nem azonos a Széchenyi Antal (1867-1924) és Wenckheim Krisztina (1874-1970) által épített pósteleki Széchenyi–Wenckheim kastéllyal, amelynek kertje és rózsakertje híres volt, és amely ma már csak romként létezik a közelben.
- Isten hozott kapu
- Munkás Szent József-templom
- Piactér
- Szabadkígyósi Tájvédelmi Körzet (Nagyerdő, Nagygyöp, Kígyósi legelő, madármegfigyelő torony, magasles, puszta, tanösvény)
- Szent Anna-kápolna